# 管通
管通（1437年—？），字彥亨，直隸河間府景州東光縣人，民籍，明朝政治人物。同進士出身。

## 生平
早年出身國子生，順天府鄉試第七十三名。成化十四年（1478年）聯捷戊戌科會試一百二十一名，殿試登進士第三甲第四十五名。

## 家族
曾祖父管新。祖父管友才。父亲管勝，曾任典史。母王氏。慈侍下。娶任氏。